# Gratin

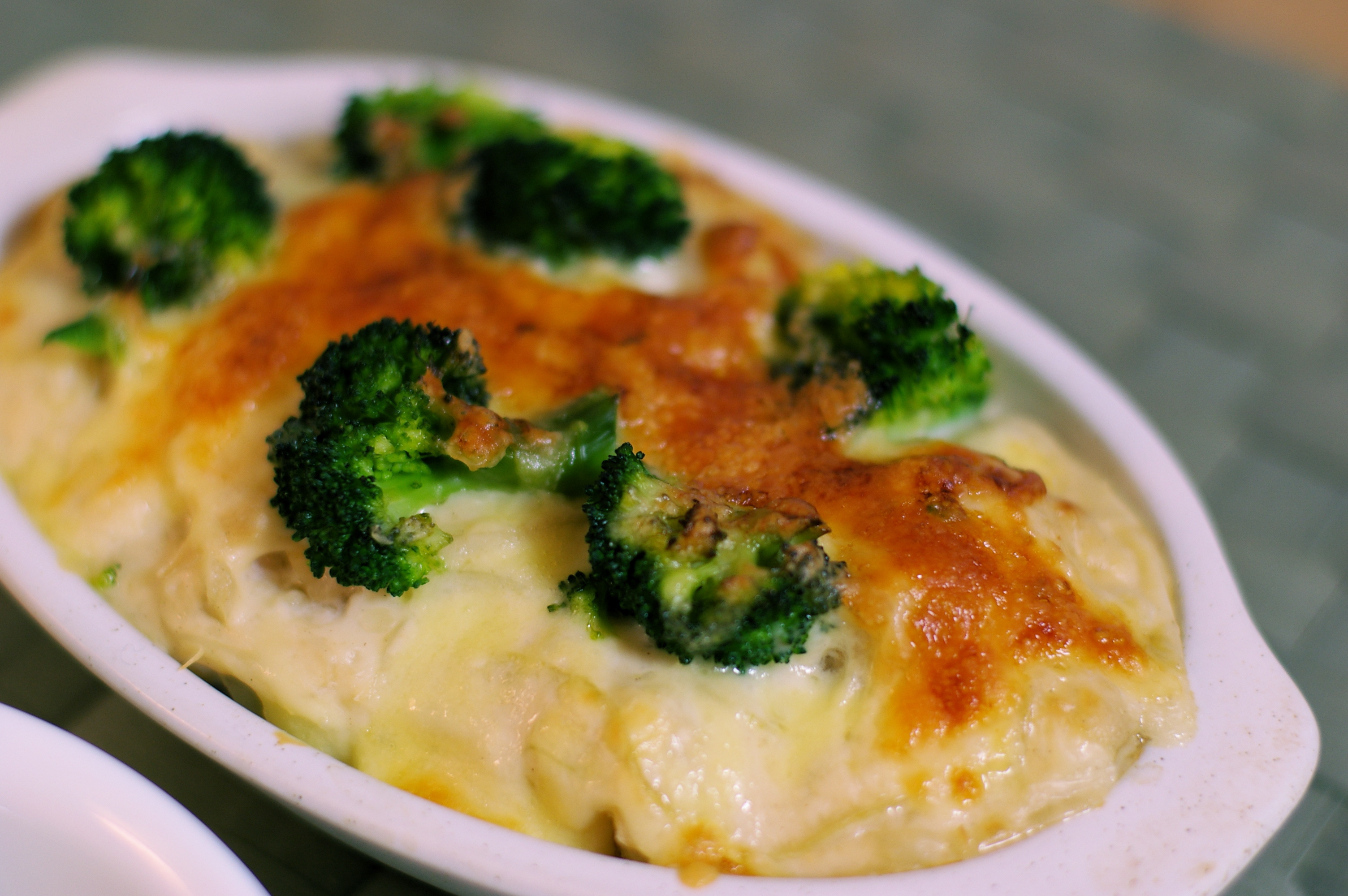
Kartoffelgratin mit Brokkoli

Ein Gratin [ɡʁaˈtɛ̃ː]  ist eine überkrustete (gratinierte) Speise. Die Oberseite der Zubereitung wird üblicherweise mit geriebenem Käse, Semmelbröseln u. a. überzogen, bevor sie im Ofen oder unter dem Grill gebräunt wird, was den Geschmack des Lebensmittels verstärkt und ein Austrocknen verhindert. Diese Schicht kann aus stark aromatisiertem geriebenem Käse (wie Gruyère oder Parmesan) oder Semmelbröseln mit geschmolzener Butter bestehen. Prinzipiell kann die Kruste aber auch allein durch starke Hitzeeinwirkung, also ohne eine zusätzliche Schicht, erzeugt werden.

## Unterschied Gratin und Auflauf
Im Deutschen wird mit Gratin eine Zubereitung aus gegarten, noch warmen Zutaten bezeichnet, die nur überbacken wird. Gratins sind flache Zubereitungen ohne Eier in der Soße zum Überkrusten. Dies stellt auch den Unterschied zum deutschen Begriff Auflauf dar, der massig aus rohen Zutaten aufgebaut wird, Eier in der Soße zum Überbacken enthält und vollständig durchgegart werden muss.
Im Französischen und Englischen bezeichnet der Begriff Gratin sowohl eine Zubereitung, die von Grund auf im Ofen gegart wird, als auch eine Zubereitung, die erneut erhitzt wird, bis sich an der Oberfläche eine Kruste bildet.